# Organy w kościele Matki Bożej Częstochowskiej w Lubinie

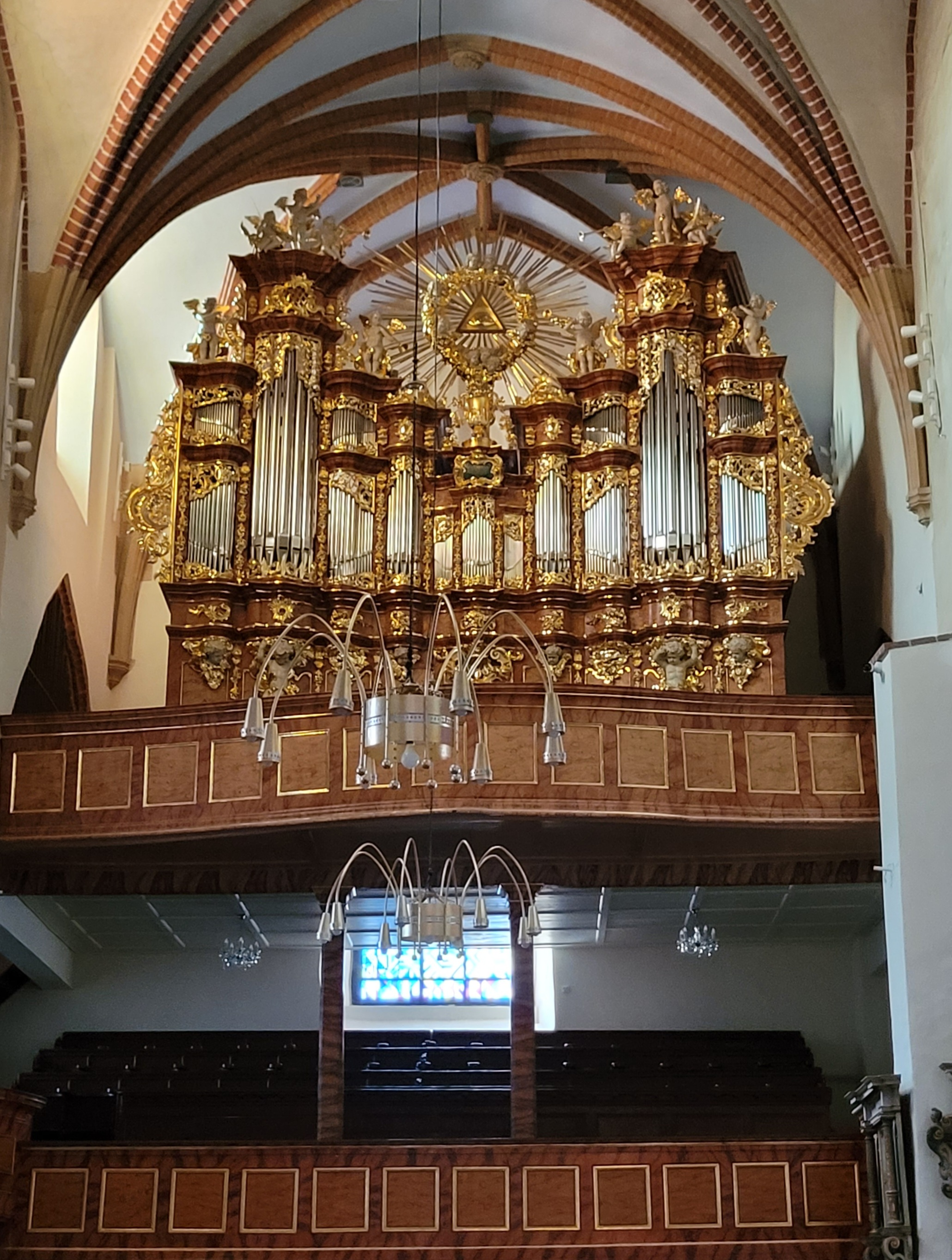
Organy w kościele Matki Bożej Częstochowskiej w Lubinie (stan w roku 2023)

Organy w kościele pw. Matki Bożej Częstochowskiej w Lubinie – 30-głosowe organy w kościele parafialnym Matki Bożej Częstochowskiej w Lubinie, zrekonstruowane w latach 2020–2022. Zawierają historyczne elementy barokowych organów wykonanych przez Martina Benjamina Liebeherra, które przetrwały do naszych czasów.

## Historia
Najstarsza informacja o organach w lubińskiej świątyni pochodzi z 1595 roku. Wynika z niej, że był to instrument o renesansowym prospekcie, umieszczony w zachodniej emporze. W 1619 roku organy zostały wyremontowane i przebudowane.
Pierwotna wersja organów, których obecnie można posłuchać w lubińskim kościele, pochodzi z 2 połowy XVIII wieku. Wówczas to w latach 1783–1785 zbudował je Martin Benjamin Liebeherr, organmistrz z Góry Śląskiej. Pracował przy budowie organów w Katedrze Świętych Apostołów Piotra i Pawła w Legnicy.
W Lubinie Martin Benjamin Liebeherr zbudował okazały instrument na 27 głosów rozmieszczonych na dwa manuały o skali C-c3 oraz pedał o zakresie C-c1, trakturę gry oraz rejestry typu mechanicznego, wiatrownice klapowo-zasuwowe, cztery miechy klinowe do dostarczania powietrza, wbudowany stół gry.
W 1866 roku organy zostały przebudowane przez firmę Gebruder Walter z Góry Śląskiej. Częściowo zdemontowano dotychczasowe organy, wykonano nowe wiatrownice, rozszerzono zakres klawiatur o dwa dodatkowe klawisze, wymieniono trakturę oraz fragmentarycznie zmieniono zespół brzmieniowy, dodając przy tym jeden dodatkowy głos.
Następna przebudowa nastąpiła w 1905. Prawdopodobnie wykonawcą prac była firma Schlag & Söhne ze Świdnicy, która  zmieniła dyspozycję, wymieniła większość zabytkowych piszczałek na nowe, trakturę na pneumatyczną i wiatrownice. Zainstalowała też dmuchawę do nowego miecha i wykonała wolnostojący stół gry.
Organy były poważnie uszkodzone w czasie obu wojen światowych. Najpierw w czasie I wojny światowej cynowe piszczałki zarekwirowała armia. Uzupełniono je 1924 roku. Następnie pod koniec II wojny światowej cały kościół (w tym zabytkowy instrument) został poważnie zniszczony.  
Organy popadały w ruinę, a w 1958 roku zostały zdemontowane. Miały być wywiezione, jednak zapobiegli temu kolejarze i instrument wrócił na swoje miejsce. Na gruntowny remont musiały jednak poczekać do lat 1961–1962. Kolejne prace wykonano w latach 1970 i 1978.
Następne prace remontowe, a raczej przebudowę wykonała firma organmistrzowska Antoniego Szydłowskiego z Wrocławia w latach 1997–1998. Dokonano wtedy wymiany wiatrownic, elementów traktury gry i rejestrów, miechów, tabliczek z nazwami głosów w stole gry. Wtedy już instrument posiadał 35 głosów rozdzielonych na trzy manuały o zakresie C-a3 (choć faktycznie do f3) i pedał o rozpiętości C-f1 (w rzeczywistości do d1).
Najnowszą rekonstrukcję na zlecenie Gminy Miejskiej Lubin wykonało Konsorcjum w składzie: Johannes Klais Orgelbau GmbH & Co.KG oraz Zych Zakłady Organowe Dariusz Zych. Nad pracami czuwał ekspert organmistrz Andrzej Lech Kriese.  

## Budowa
Zrekonstruowane organy ważą ok. 18 ton. Mają 1872 piszczałek, w tym 315 z drewna, a pozostałe z różnych stopów cyny z ołowiem w różnych proporcjach z dodatkiem innych metali, m.in. chromu, molibdenu, kadmu oraz miedzi). Najmniejsza mierzy 11 mm, a największa 4,8 m długości.
Zakres częstotliwości dźwięków wydobywanych z tych piszczałek obejmuje od 32 do około 15600 Hz. Zespół brzmieniowy podzielony jest na dwie klawiatury manuałowe o zakresie C-d3 i jedną pedałową o rozpiętości C-d1.
Elementy drewniane wykonane są z sosny, świerku, dębu, hebanu, palisandru i orzecha francuskiego. 300 detali dekoracji rzeźbiarsko-snycerską pokryte jest 24-karatowym złotem.

## Dyspozycja
| Manuał I /Hauptwerk/ – 13 głosów | Manuał II /Positiv/ – 10 głosów | Pedał – 7 głosów  |
| -------------------------------- | ------------------------------- | ----------------- |
| Bordun Flaute 16’                | Flaute 8’                       | Principalbass 16’ |
| Principal 8’                     | Fugara 8’                       | Violonbass 16’    |
| Salicet 8’                       | Principal 4’                    | Subbass 16’       |
| Gemshorn 8’                      | Gemshorn 4’                     | Octavbass 8’      |
| Flaute 8’                        | Octave 2’                       | Flautbass 8’      |
| Octave 4’                        | Quinte 1 1/2’                   | Octavbass 4’      |
| Traverse 4’                      | Sedecima 1’                     | Posaune 16’       |
| Flaute 4’                        | Sesquialtera II 3’              |                   |
| Quinte 3’                        | Mixtur III 1’                   |                   |
| Octave 2’                        | Chalumeau '8                    |                   |
| Mixtur VI 2’                     |                                 |                   |
| Scharf III 2/3’                  |                                 |                   |
| Trombet 8’                       |                                 |                   |

## Koncerty
- Inauguracja – 31 sierpnia 2022 –  po raz pierwszy po rekonstrukcji organy zabrzmiały w 40. rocznicę Zbrodni Lubińskiej. Ludger Lohmann z Niemiec zagrał dzieła m.in.: Jana Sebastiana Bacha, Wolfganga Amadeusza Mozarta, Ferenca Liszta. Koncert poprzedziła msza św. z poświęceniem organów[12]. Oprawę muzyczną zapewnili: zespół kameralny Narodowej Orkiestry Dętej w Lubinie, Tomasz Głuchowski – akompaniament liturgiczny, oktet wokalny pod dyrekcją Alana Urbanka.

- Lubin Culture 2022 – 31 sierpnia – 3 września 2022 – to trzy recitale organowe w wykonaniu: Ludgera Lohmanna, Hanny Dys (dyrektor muzyczny wydarzenia) oraz Holgera Gehringa. Koncertom towarzyszyły: kurs mistrzowski dla studentów poprowadzony przez Ludgera Lohmanna, maraton organowy, liczne warsztaty (m.in. kaligrafii oraz technik złotniczych).

- Śpiewajcie i grajcie Mu – kolędowy koncert organowy[13] – 27 stycznia 2023 – wystąpili: Tomasz Głuchowski – organy, Agata Gąsieniec – flet, Małgorzata Wiszniowska – waltornia, ks. Mateusz Maleńczuk – słowo o muzyce.

- Ogrodzie Oliwny – koncert organowy[14] – 25 lutego 2023 – wystąpili: Rodzinne Trio Wiolonczelowe w składzie: Anna Wróbel, Elżbieta Piwkowska-Wróbel i Andrzej Wróbel, Maciej Bator – organy, Zuzanna Bator – słowo o muzyce.

- Urodziny Jana Sebastiana Bacha – koncert organowy[15] – 21 marca 2023 – wystąpili: Marek Pilch – organy, Anna Wagner – słowo o muzyce.

- Koncert organowy[16] – 28 kwietnia 2023 – wystąpili: Marek Fronc – organy, Agnieszka Nowok-Zych – słowo o muzyce.

- Koncert organowy[17] – 19 maja 2023 – wystąpiły: Agnieszka Tarnawska – organy, Anna Wagner – słowo o muzyce.

- Klasyka i Jazz – koncert saksofonowo-organowy[18] – 17 czerwca 2023 –  Wystąpili: Joanna Nowak – organy, Seweryn Graniasty – saksofon sopranowy.

- Festiwal Kina Organowego[19] – 27–29 lipca 2023 – trzej organiści Karol Mossakowski, Tomasz Głuchowski i Michał Kocot improwizowali do niemych filmów Męczeństwo Joanny d'Arc, Przypływ wiary i The King of Kings.

- Śląska muzyka organowa – Koncert organowy[20] – 23 września 2023 – wystąpili: Thomas Emmanuel Cornelius – organy, Zuzanna Bator – słowo o muzyce.

- Symfonia Pokoju – Koncert organowy[21] – 20 października 2023 – wystąpili: Zuzanna Bator –z organy, Grzegorz Bugaj – słowo o muzyce.

- Rodzinne kolędowanie – Koncert organowy[22] – 5 stycznia 2024 – wystąpili: Wacław Golonka – organy, Marzena Biwo – skrzypce, Dawid Biwo – bas-baryton, Anna Wagner – słowo o muzyce.

- Organowa Droga Krzyżowa[23] – 22 marca 2024 – wystąpili: Tomasz Adam Nowak – organy, Andrzej Róg – narrator, Marek Walczak – prowadzący.

## Płyta
Organy to wydana w 2023 roku płyta Hanny Dys, na której znalazły się utwory wykonane przez artystkę podczas recitalu 1 września podczas Lubin Culture 2022.